# كاثرين شيروود بونير ماكدويل
كاثرين شيروود بونير ماكدويل (بالإنجليزية: Katherine Sherwood Bonner McDowell)‏ هي كاتِبة وكاتبة مسرحية أمريكية، ولدت في 26 فبراير 1849 في مسيسيبي في الولايات المتحدة، وتوفيت في 22 يوليو 1883 بسبب سرطان الثدي.